# Złota (Warszawa)
Złota – osiedle w dzielnicy Wola w Warszawie.

## Położenie i charakterystyka
Osiedle Złota znajduje się na warszawskiej Woli, na obszarze Miejskiego Systemu Informacji Mirów. Zostało wybudowane w latach 1959–1963 według projektu Stanisława Bieńkuńskiego. Jest położone pomiędzy ulicami: Chmielną, Żelazną, Twardą (wcześniej Krajowej Rady Narodowej), Pańską i aleją Jana Pawła II (wcześniej ul. Juliana Marchlewskiego). Powstało w miejscu prowizorycznych zabudowań i warsztatów stanowiących część rejonu nazywanego „Dzikim Zachodem”. Wcześniej w miejscu tym znajdowały się m.in. kamienice czynszowe, kilka małych fabryk, Państwowa Szkoła Techniczna i kino „Uciecha”. Zabudowa bardzo ucierpiała w czasie powstania warszawskiego. Złota była pierwszym powojennym osiedlem powstałym na terenie „Dzikiego Zachodu”. Jego nazwa pochodzi od nazwy ulicy Złotej, która przebiega przez osiedle.
Zespół mieszkaniowy uzupełnił niezburzoną zabudowę przedwojenną, w tym w formie plomb tworzących pierzeję. W celu wzniesienia nowych obiektów koniecznych było wiele wyburzeń. Budynki zaprojektowano głównie wzdłuż istniejących ulic, unikając tworzenia zamkniętych podwórek. Na parterach przewidziano lokale usługowe i handlowe. Za realizację, na zlecenie Nauczycielskiej Spółdzielni Mieszkaniowej, odpowiedzialne było Przedsiębiorstwo Budownictwa Mieszkaniowego „Centrum”.
Stanowi jedno z tzw. metalowych osiedli w Warszawie, obok pobliskich Miedzianej i Srebrnej.